# بيتي هيدلر
بيتي هيدلر (مواليد 14 أكتوبر 1983) لاعبة ألمانية في سباقات المضمار والميدان شاركت في رمي المطرقة. احتفظت بالرقم القياسي العالمي من عام 2011 حتى عام 2014 مع أفضل رمية شخصية لها بلغت 79.42 مترًا (260 قدمًا و 6 بوصة). هي صاحبة الميدالية الفضية الأولمبية لعام 2012 ، وبطلة العالم لعام 2007 ، والميدالية الفضية في بطولة العالم لعامي 2009 و 2011. كما احتلت المركز الرابع في النهائيات الأولمبية عامي 2004 و 2016.